# NGC 2330
NGC 2330 est une petite galaxie elliptique située dans la constellation du Lynx. NGC 2330 été découverte par le physicien irlandais Bindon Stoney en 1851. Le professeur Seligman souligne que l'identification d'IC 457 à NGC 2330 est incertaine.

## Caractéristiques
Sa vitesse par rapport au fond diffus cosmologique est de 4 901 ± 7 km/s, ce qui correspond à une distance de Hubble de 72,3 ± 5,1 Mpc (∼236 millions d'al).
À ce jour, une mesure non basée sur le décalage vers le rouge (redshift) donne une distance d'environ 80,200 Mpc (∼262 millions d'al). Cette valeur est à l'extérieur mais compatible avec les valeurs de la distance de Hubble. Notons cependant que c'est avec la valeur moyenne des mesures indépendantes, lorsqu'elles existent, que la base de données NASA/IPAC calcule le diamètre d'une galaxie et qu'en conséquence le diamètre de NGC 2330 pourrait être d'environ 5,25 kpc (∼17 100 al) si on utilisait la distance de Hubble pour le calculer.